# Челпанов, Георгий Иванович
Гео́ргий Ива́нович Челпа́нов (16 [28] апреля 1862, Мариуполь — 13 февраля 1936, Москва) — русский философ, логик и психолог.

## Биография
Родился в семье мариупольских мещан 16 (28) апреля 1862 года.
Начальное образование получил в Мариуполе в местном приходском училище, а затем учился в Александровской Мариупольской гимназии, которую окончил в 1883 году с золотой медалью. После окончания гимназии поступил на историко-филологический факультет Новороссийского университета в Одессе и окончил его в 1887 году со степенью кандидата и золотой медалью за сочинение «Об отношении опыта и мышления в познавательных системах Платона и Аристотеля».
С января 1891 года начал преподавание на кафедре философии в Московском университете в качестве приват-доцента. В феврале 1892 года перешёл в Киевский университет Святого Владимира. В ноябре 1896 года защитил диссертацию «Проблема восприятия пространства в связи с учением об априорности и врожденности. Ч. 1» (оппонентами на защите выступали Н. Я. Грот и Л. М. Лопатин) и был удостоен историко-филологическим факультетом Московского университета степени магистра философии. В мае 1897 года был назначен исполняющим должность экстраординарного профессора университета по кафедре философии, которую возглавлял до 1906 года; в июле 1904 года был утверждён ординарным профессором. С 1897 года Челпанов также руководил психологической семинарией при Киевском университете.
Статьи по психологии и философии Челпанов помещал в журналах «Русская мысль», «Вопросы философии и психологии», «Мир Божий» и в «Киевских Университетских известиях»; в последнем издании Челпанов помещал обзоры новейшей литературы по психологии, теории познания и трансцендентальной эстетике Канта.

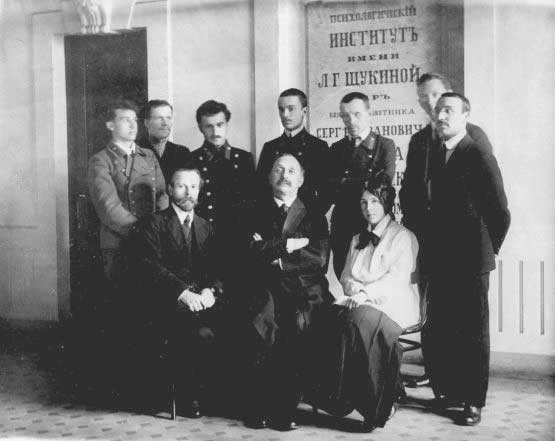
Г. Е. Челпанов среди учеников. 1914 г.

В 1904 году вторую часть магистерского сочинения («Ч. 2. Представление пространства с точки зрения гносеологии»), которую представил в качестве докторской диссертации ещё в мае 1897 года, защитил при историко-филологическом факультете Киевского университета и получил степень доктора философии. За подготовленный «Учебник психологии» был удостоен Макарьевской премии.
С 1907 года — ординарный профессор кафедры философии Московского университета; с 1916 года — заслуженный профессор Московского университета. В 1912 году создал при Московском университете Психологический институт и был его директором до ухода на пенсию в ноябре 1923 года. Преподавал также на Высших женских курсах и в Педагогическом институте им. П. Г. Шелапутина, а также Московском коммерческом институте.
Был и. о. декана (1919) историко-филологического факультета, профессором кафедры философии факультета общественных наук (1921—1923).
В 1921 году был приглашён на работу в Академию художественных наук.
Умер в 1936 году. Похоронен на Ваганьковском кладбище; могила утрачена.

## Философские взгляды
В книге «Мозг и душа» (ряд публичных лекций, прочитанных в Киеве в 1898—1899 гг.) Челпанов дает критику материализма и очерк некоторых современных учений о душе. Критическая часть работы выполнена обстоятельнее, чем положительная; критикуя учение о параллелизме и о психическом монизме, автор заканчивает своё исследование словами: «Дуализм, признающий материальный и особенный духовный принцип, во всяком случае лучше объясняет явления, чем монизм».
В «Проблемах восприятия пространства в связи с учением об априорности и врожденности» Челпанов в главнейших чертах защищает точку зрения, которую высказал К. Штумпф в своей книге «Ursprung der Raumvorstellung». По существу это — теория нативизма, утверждающая, что пространство в психологическом отношении есть нечто непроизводное; представление о пространстве не может быть получено из того, что само по себе не обладает протяжённостью, как это утверждают генетисты. Пространство есть такой же необходимый момент ощущений, как и интенсивность; интенсивность и протяжённость составляют количественную сторону ощущения и одинаково неразрывно связаны с качественным содержанием ощущения, без которого они немыслимы. Отсюда следует, что все ощущения обладают протяжённостью; но вопроса об отношении этих протяжённостей ближайшим образом Челпанов не рассматривает. Не всё содержание протяжённости, как оно является в развитом сознании, Челпанов признает непроизводным, а лишь плоскостную протяжённость; из неё путём психических процессов вырастают сложные формы восприятия пространства. Представление глубины есть продукт переработки опыта плоскостной протяжённости. Сущность непроизводной протяжённости Челпанов видит во внеположности, а глубина есть преобразование этой внеположности или плоскостной протяжённости.
От Штумпфа Челпанов отступает в том, что первый сближает качество ощущений с протяжённостью, полагая, что различию мест в пространстве соответствует различие качеств; поэтому Штумпф отрицает теорию Р. Г. Лотце о локальных знаках. Челпанов, наоборот, полагает, что теория локальных знаков может быть соединена с учением о непроизводности восприятия протяжённости и что хотя локальные знаки и не являются необходимой составной частью первоначального представления о пространстве, но в расширении и развитии этого представления им принадлежит важная роль.
Первая половина работы Челпанова посвящена обстоятельному изложению теорий нативизма и генетизма, в лице главнейших представителей этих учений.
Философские свои воззрения Челпанов высказал в книге: «О современных философских направлениях» (Киев, 1902). Автор доказывает мысль, что ныне возможна только идеалистическая философия. Особого метода она не имеет. Предмет философии — «исследование природы вселенной»; философия есть система наук, но этого не следует понимать в духе позитивизма.
Главный недостаток позитивизма состоит в том, что у него нет теории познания; поэтому позитивизм должен был перейти в иную форму. Челпанов следит за различными формами философской мысли в XIX веке, а именно за агностицизмом, неокантианством, метафизикой, как она выразилась у Э. Гартмана и у В. Вундта. «В настоящий момент всякого ищущего научно-философского мировоззрения может наиболее удовлетворить именно метафизика Вундта или вообще построение, совершающееся по этому методу. Мировоззрение может быть удовлетворительным, если оно идеалистическое. Если же оно вдобавок построено на реалистических началах, то это оказывается как раз в духе нашего времени» (С. 107). Таким образом, Челпанов объявляет себя последователем Вундта, и критика мировоззрения Вундта в то же время будет и критикой философии Челпанова. В 1920-х годах в ходе дискуссии о предмете социальной психологии предложил разделить психологическую науку на социальную психологию и собственно психологию.

## Оценки современников
В 1921 году В. А. Костицын так характеризовал работу занявшегося изучением марксизма Челпанова:

…как только кто-либо из нас выскажется, он вытаскивает карточки и говорит: «Зародышей вашей мысли уже существовал у Дюринга, и вот возражение Энгельса Дюрингу и вам». Или: «Вы — очень хороший дицгенист, но ведь вы знаете, что книги Дицгена — это поэзия, а не марксизм; ни один настоящий марксист не относился к ним серьёзно»

## Семья
Первая жена — Ольга Епифановна Иващенко (1863—1906).
Вторая жена (фактическая) — Нина Леонидовне Занаревская (1882—1940), врач.
Дети: Александр Георгиевич (1895—1935) — сотрудник Государственной академии художественных наук, расстрелян по делу о «немецко-фашистской контрреволюционной организации на территории СССР», которое неофициально называли «делом немцев-словарников»; Наталья Георгиевна (1897—1958) — художница, книжный график; Татьяна Георгиевна (1898—1933), умерла при родах; Елена Георгиевна (1915—2003) — скульптор.

## Основные сочинения
- «Введение в философию» (Киев, 1905; 7-е изд. — 1918). — PDF. Дата обращения: 27 января 2012. Архивировано 18 февраля 2012 года.
- Проблема восприятия пространства в связи с учением об априорности и врожденности (1-я ч., Киев, 1896, магистерская диссертация);
- «Мозг и душа. Критика материализма и очерк современных учений о душе.» (СПб., 1900; 6-е изд. — 1918). — PDF. Дата обращения: 27 января 2012. Архивировано 18 февраля 2012 года.
- «О памяти и мнемонике» (СПб., 1900). — PDF. Дата обращения: 12 января 2012. Архивировано 18 февраля 2012 года.
- «Проблема восприятия пространства в связи с учением об априорности и врожденности» (2-я ч., Киев, 1904, докторская диссертация). — PDF. Дата обращения: 27 января 2012. Архивировано 18 февраля 2012 года.
- «Психология. Основной курс, читанный в Московском университете в 1908-1909 акад. гг.» (1909). — PDF. Дата обращения: 21 августа 2013. Архивировано 18 февраля 2012 года.
- «Сборник статей (Психология и Школа)» (1912). — PDF. Дата обращения: 12 января 2012. Архивировано 18 февраля 2012 года.
- Статьи в журнале «Вопросы философии и психологии». — PDF, 894 с. Дата обращения: 12 января 2012. Архивировано 18 февраля 2012 года.
- «Учебник психологии (для гимназий и самообразования) / Элементарный курс философии. Ч. 1-я. Психология.» (1905; 15-е изд. — 1919). — PDF. Дата обращения: 12 января 2012. Архивировано 18 февраля 2012 года.
- «Учебник логики (для гимназий и самообразования) / Элементарный курс философии. Ч. 2-я. Логика» (1897; 6-е изд. — 1911).
- «Дополнительный курс логики, читанный в Московском университете в 1908-1909 акад. гг. (1909). — PDF. Дата обращения: 21 августа 2013. Архивировано 18 февраля 2012 года.
- Учебник логики (doc). lib100.com. — Документ DOC. Дата обращения: 24 октября 2010. Архивировано 18 февраля 2012 года.
- Челпанов Г. И. Сочинения в 4-х томах. Т. 1. — Киев, НПУ; Мелитополь, МГПУ им. Б. Хмельницкого, 2014.